# Papilio euphranor
Espèce
Statut de conservation UICN

LC : Préoccupation mineure
Papilio euphranor ou Machaon cerf-volant est une espèce de lépidoptères (papillons) de la famille des Papilionidae. Cette espèce est endémique d'Afrique du Sud (Limpopo, Mpumalanga, KwaZulu-Natal, Cap-Oriental) et d'Eswatini. L'espèce vit dans les forêts sempervirentes tempérées.

## Description

### Imago

#### Mâle
À l'avers les ailes sont noires. Les ailes antérieures portent une bande crème morcelée et quelques macules marginales de même couleur. Les ailes postérieures des queues légèrement spatulées. Les ailes postérieures sont un peu plus claires dans l'aire basale, elles portent une bande crème et une série de macules submarginales irrégulières de même couleur, ainsi qu'un petit point orangé dans l'angle anal.
Au revers les ailes sont marron. Les motifs des ailes antérieures sont similaires mais les ailes sont plus claires à l'apex. La bande crème des ailes postérieures est plus mince et il y a quelques macules crème supplémentaires dans la partie discale. En revanche le point orangé de l'angle anal est absent et les macules submarginales sont presque effacées.

#### Femelle
La femelle est un peu plus claire que le mâle. À l'avers les motifs des ailes antérieures sont similaires à ceux du mâle mais avec en plus une série de macules submarginales de couleur crème. Les ailes postérieures sont assez similaires à celles du mâle mais portent deux séries de macules submarginales de couleur crème. Le point orangé de l'angle anal est nettement plus grand. 
Au revers les ailes sont marron avec des zones plus claires. Les motifs sont similaires à ceux de l'avers, mais les bandes crème des ailes postérieures sont plus mince, il y a quelques macules supplémentaires de couleur crème. Les macules submarginales des ailes postérieures sont presque effacées et le point orange devient une lunule de même couleur.

## Écologie
La femelle pond ses œufs sur la plante-hôte. Cette espèce utilise comme plante-hôte Cryptocarya latifolia  et Cryptocarya woodii. La chenille passe par cinq stades avant de se transformer en chrysalide, et la chrysalide est maintenue tête en haut par une ceinture de soie, comme chez les espèces proches. Le cycle complet, de l'éclosion de la chenille jusqu'à l'éclosion de l'imago, dure environ 70 jours.
Les adultes sont présents d'août à mai, avec un pic d'émergence en septembre et octobre et d'avril à février. Les deux sexes se nourrissent du nectar des fleurs, avec une préférence pour les fleurs rouges, telles que Burchellia bubalina. De manière générale les adultes sont attirés par tout ce qui est rouge, tel qu'un chapeau rouge ou une voiture rouge. 

Les mâles sont territoriaux et défendent un territoire souvent situé dans une clairière entre de grands arbres. Les femelles volent souvent à la lisière des forêts où le long des chemins forestiers, où elles butinent des fleurs.

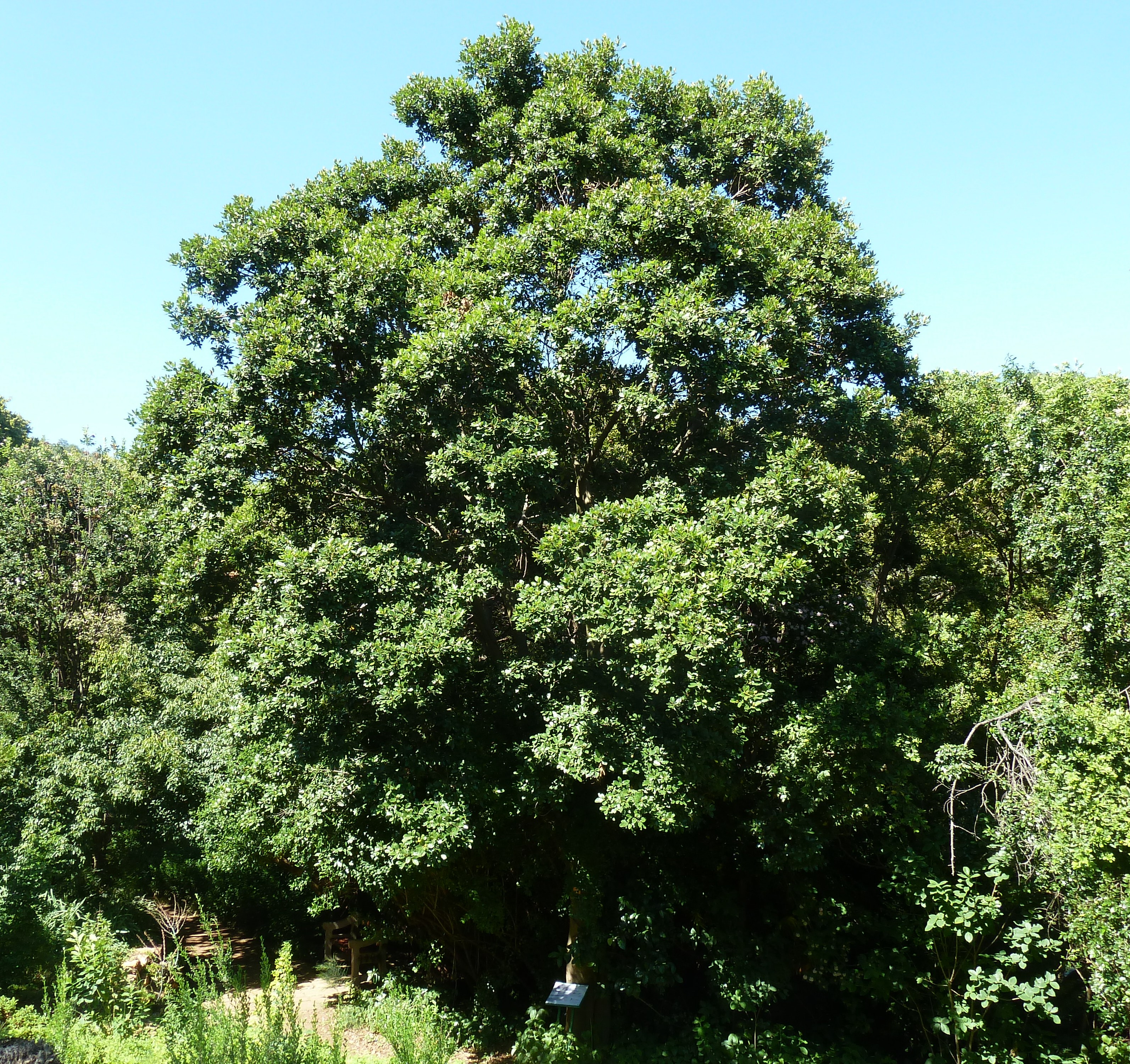
Cryptocarya latifolia, plante-hôte
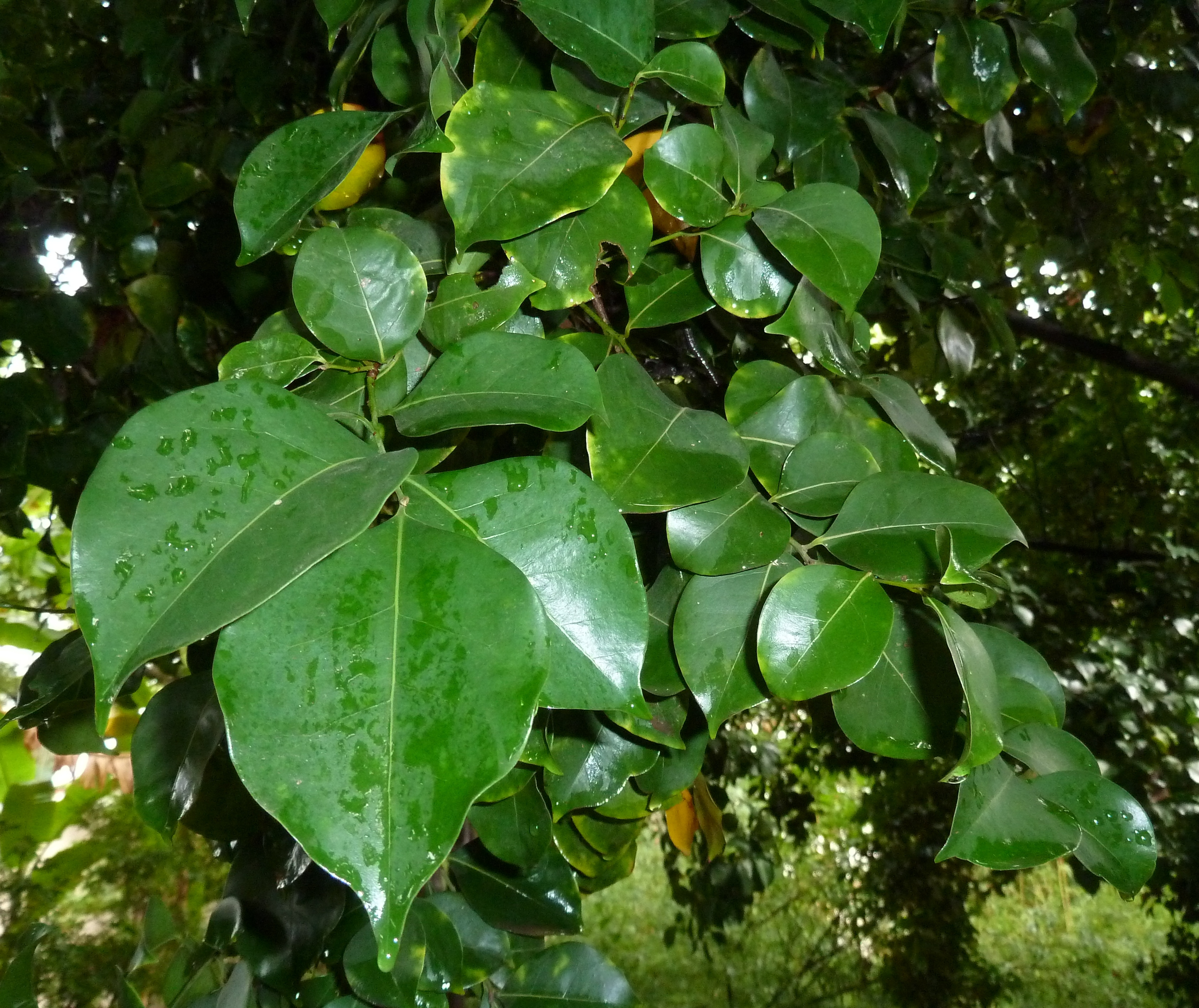
Cryptocarya woodii, autre plante-hôte
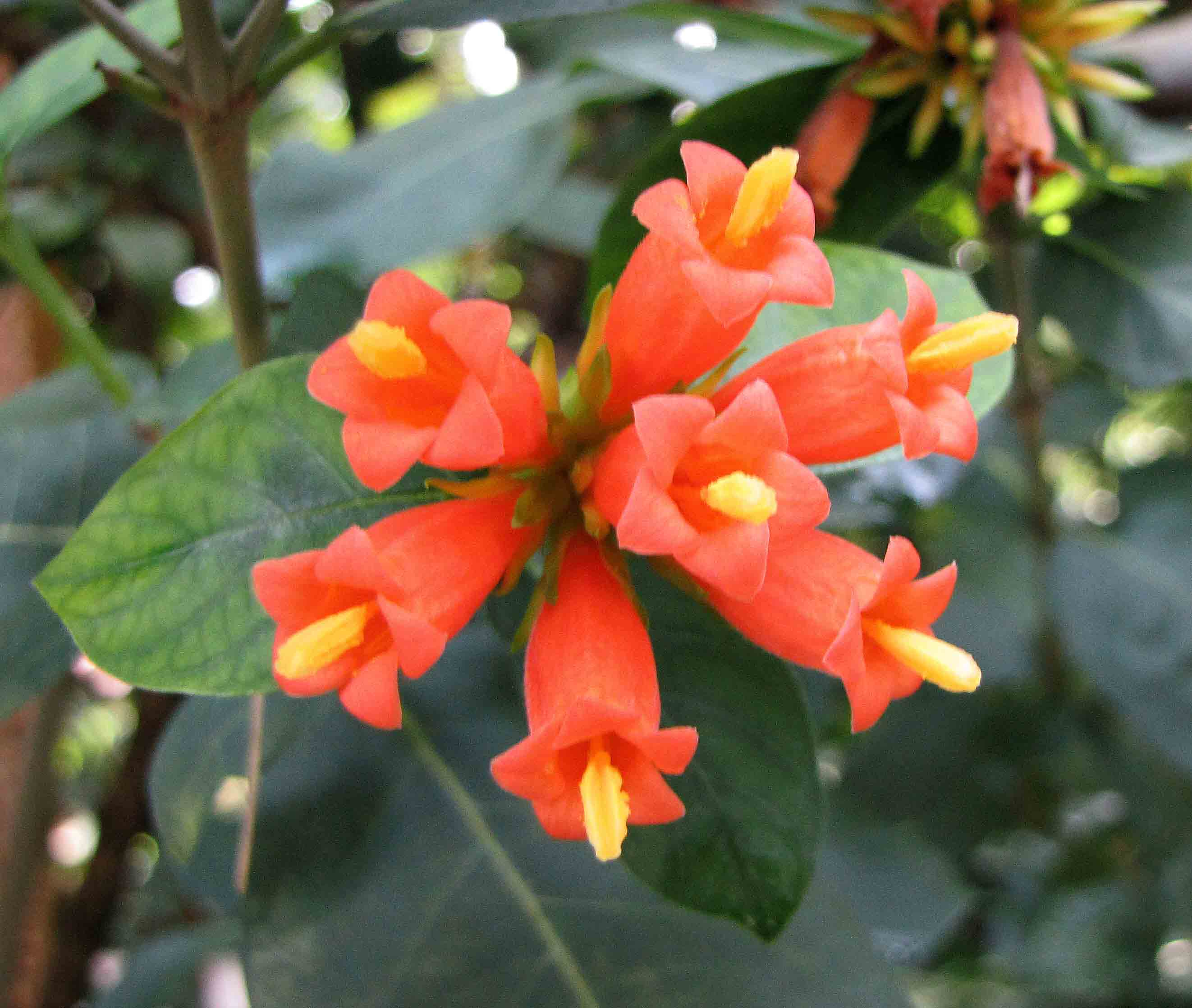
Burchellia bubalina

## Habitat et répartition
Papilio euphranor est endémique d'Afrique du Sud (Limpopo, Mpumalanga, KwaZulu-Natal, Cap-oriental) et d'Eswatini. L'espèce vit dans les forêts sempervirentes tempérées.

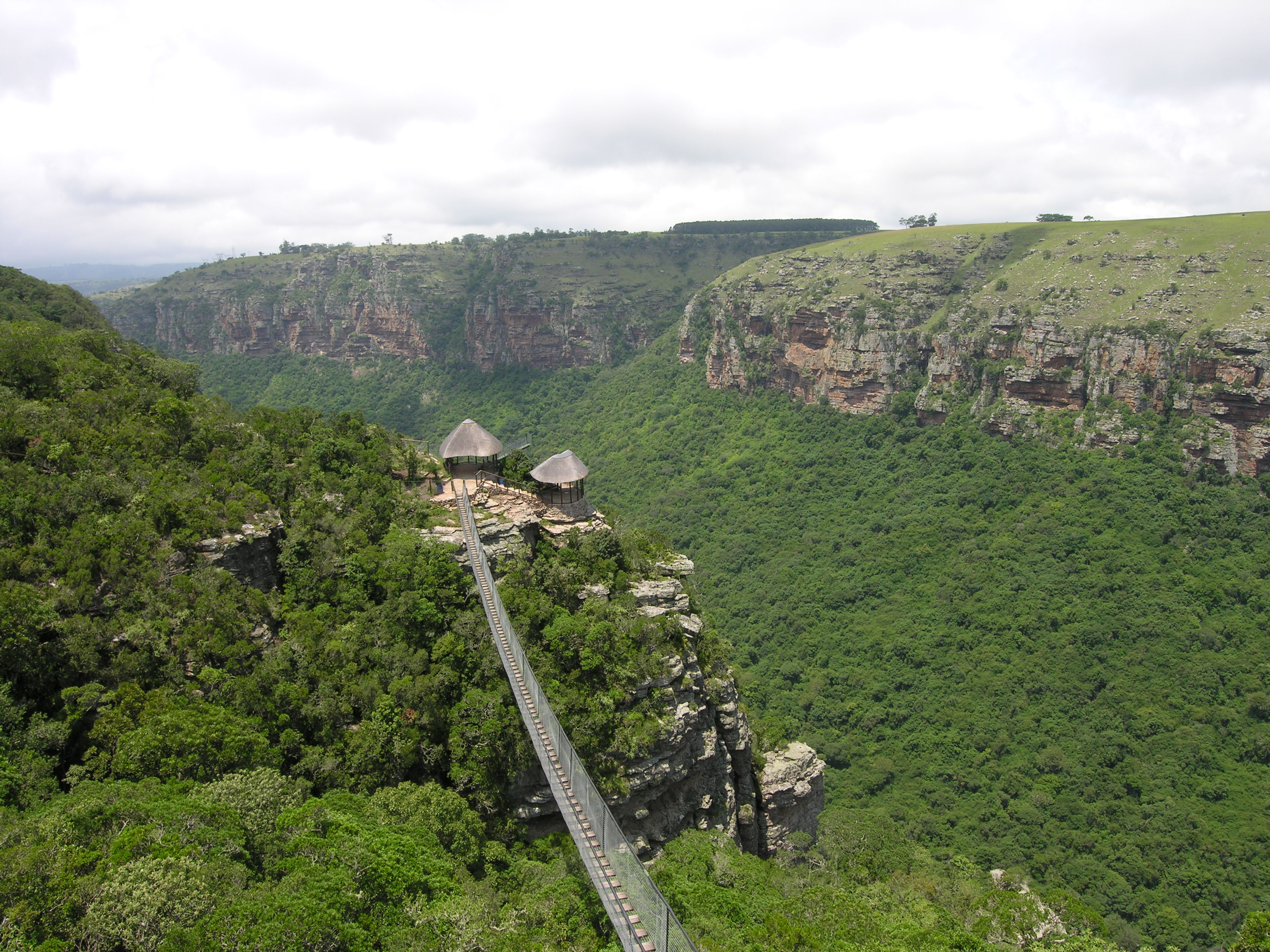
Gorges d'Oribi (Afrique du Sud)
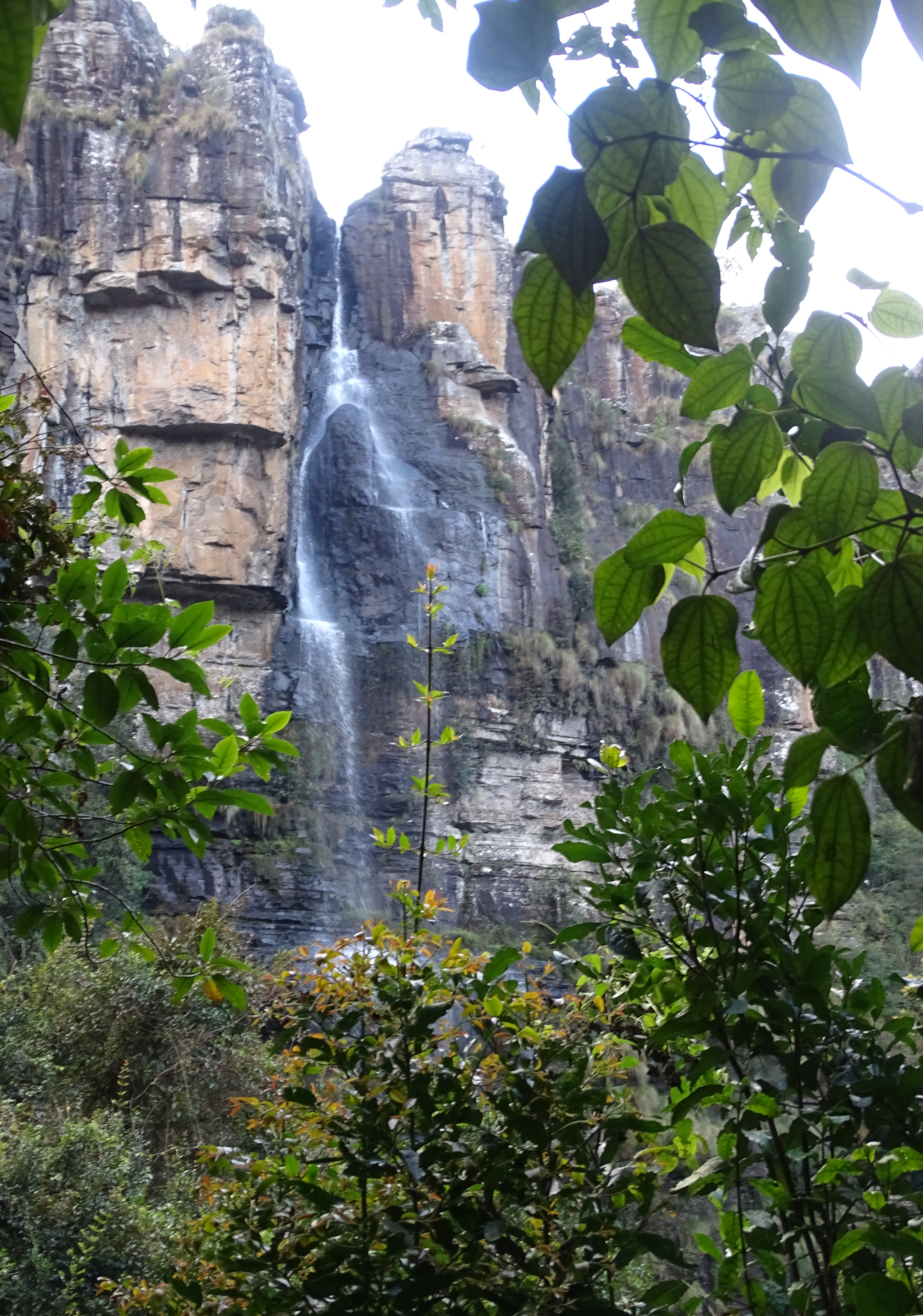
Blyde River Canyon (Afrique du Sud)

## Systématique
L'espèce Papilio euphranor a été décrite pour la première fois en 1868 par l'entomologiste Roland Trimen dans Transactions of the Entomological Society of London.

## Papilio euphranoret l'Homme

### Nom vernaculaire
L'espèce est appelée "Soaring Bush Kite" en anglais.

### Menaces et conservation
Papilio euphranor n'est pas considéré comme menacé par l'UICN. Cette espèce a une aire de répartition vaste et semble abondante. 